# Рыженко, Фёдор Данилович
Фёдор Дани́лович Рыже́нко (31 октября 1913, с. Емельяновка, Крым, Российская империя — 1987, Москва, СССР) — советский историк и педагог, специалист в области истории КПСС, многолетний ректор МГИМО и Института общественных наук.

## Биография

### Ранние годы
Родился в 1913 году семье крестьянина села Емельяновка, Андреевская волости Феодосийского уезда, Таврической губернии. С раннего детства работал по найму. В 1930 году, в возрасте 17 лет, начал работу на Харьковском тракторном заводе в качестве шлифовщика (по другим данным — фрезеровщика). В 1932 году поступил в Харьковский планово-экономический институт, но со второго курса перешёл в Оржицкий райком комсомола (Харьковская область), где вёл культпросветработу.
В 1935 году призван в РККА. После демобилизации поступил на вечернее отделение исторического факультета Харьковского государственного университета, работая научным сотрудником Исторического музея Харькова. В 1940—1941 годах был слушателем Высшей партийной школы, которую окончил одновременно с Харьковским университетом.

### Дальнейшая служебная деятельность
Ф. Д. Рыженко прошёл путь от рядового лектора-просветителя до руководителя ведущего столичного ВУЗа:
- 1941—1943: лектор
- 1943—1948: заместитель заведующего управления пропаганды и агитации ЦК ВКП(б)[1].
- 1947: защитил диссертацию на соискание учёной степени кандидата исторических наук.
- 1948: заведующий отделом подготовки кадров ВЦСПС; по совместительству, заведующий кафедрой истории КПСС МГИМО.
- 1949: преподаватель истории КПСС в МГИМО.
- 1950: присвоено учёное звание доцента
- 1958: заведующий кафедрой истории КПСС МГИМО
- ректор МГИМО (10 января 1958 — 25 мая 1963)
- 1960: присвоено ученое звание профессора.
- 1963 (с 15 апреля): ректор Института общественных наук при ЦК КПСС (ИОН).
- 1975: после увольнения на пенсии (уволен заведующим Международным отделом ЦК КПСС акад. Б. Н. Пономарёвым после конфликта Ф. Д. Рыженко с руководством ГДР) до своей кончины в 1987 году продолжал научно-преподавательскую деятельность в ряде московских вузов. Ф. Д. Рыженко отличался нестандартным мышлением. В КГБ его дело (включая доносы на него) было настолько объемным, что когда его востребовали, то содержавшиеся в нём материалы надо было возить на тележке[источник не указан 1863 дня].

### Ученики
Среди учеников Ф. Д. Рыженко — А. А. Ахтамзян, В. А. Трофимов.

## Основные работы
- Ленинская программа по национальному вопросу: материалы к лекциям по курсу «История КПСС» / М-во высш. образования СССР. Упр. преподавания обществ. наук. — М.: Сов. наука, 1959. — 147 с. (в соавт. с С. К. Ерыгиным)
- Великая Октябрьская социалистическая революция — триумф марксистско-ленинской теории]. — М.: Знание, 1967.
- Ленинская партия в борьбе с троцкизмом. (1903—1972 гг.). — М: Высшая школа, 1969. — 178 с. (в соавт. с А. Л. Угрюмовым)
- Мировой социализм и революционное движение / под общ. ред. проф. Ф. Д. Рыженко. — М.: Мысль, 1973. — 340 с.;
- «Современное рабочее движение и национализм» (в соавторстве), 1973
- Современный антикоммунизм: политика, идеология / Под общ. ред. Ф. Рыженко, О. Рейнгольда ; Ин-т обществ. наук (Москва). Ин-т обществ. наук (Берлин). — М. Международные отношения, 1973. — 511 с.
- Программа Коммунистической партии Советского Союза / Рыженко Ф. Д. // Проба — Ременсы. — М. : Советская энциклопедия, 1975. — (Большая советская энциклопедия : [в 30 т.] / гл. ред.  А. М. Прохоров ; 1969—1978, т. 21).
- 17 июля 1903: рассказ о втором съезде партии / Ф. Рыженко. — М.: Молодая гвардия, 1983. — 143 с
- Декабрь 1905. — М. : Молодая гвардия, 1980. — 192 с.
- Декабрь 1905: из истории первой буржуазно-демократической революции в России. [Перевод]. — М. : Изд-во агентства печати «Новости», 1985.